# Mob Stories
Mob Stories ist eine Episode der US-amerikanischen Dokumentarserie America Undercover über die amerikanische Cosa Nostra.

## Inhalt
Fünf Gangster aus den Reihen der amerikanischen Cosa Nostra berichten vor laufender Kamera von ihrer Zeit aus dem Inneren des organisierten Verbrechens.
Dominick „Big Dom“ LoFaro schildert seine Zeit als Mafioso und seiner Tätigkeit als FBI-Informant bei der Gambino-Familie. Auch der mit den Gambinos assoziierte Gangster Joseph „Joe Dogs“ Iannuzzi schildert seine Arbeit für den Mafioso Thomas „Tommy A“ Agro und seine Beweggründe, aus Rache für das FBI zu spitzeln. Giacomo „Jackie“ DiNorscio berichtet von dem RICO-Prozess gegen ihn und die New-Jersey-Fraktion der Lucchese-Familie. Schauspieler und Prediger Frank Minucci erklärt seinen aus Liebe gewählten Ausstieg aus der Kriminalität, nachdem er lange Zeit für die Gambino-Familie als „Mann fürs Grobe“ tätig war. Auch der einstige Capo der Bruno-Familie aus Philadelphia namens Andrew Thomas „Tommy Del“ DelGiorno beschreibt seine Erlebnisse unter der Herrschaft des Bosses „Little Nicky“ Scarfo.

## Hintergrund
Die von Blowback Productions für HBO produzierte Episode wurde in den USA am 9. März 2013 als Teil der Dokumentarserie America Undercover erstveröffentlicht und erschien in Deutschland am 15. August 1993 auf Sat.1 im Rahmen des Programms Spiegel TV – Reportage unter der redaktionellen Leitung von Ulrich Stein.